# شهرستان حبیل جبر
ناحیهٔ حبیل جبر (به عربی: مدیریة حبیل جبر) یک ناحیه در یمن است که در استان لحج واقع شده‌است.
ناحیهٔ حبیل جبر ۴۱٬۴۷۴ نفر جمعیت دارد.